# Nittorps socken
Nittorps socken i Västergötland ingick i Kinds härad, ingår sedan 1974 i Tranemo kommun och motsvarar från 2016 Nittorps distrikt.
Socknens areal är 76,25 kvadratkilometer varav 75,18 land. År 2000 fanns här 1 200 invånare.  En del av tätorten Grimsås, orten Nittorp samt sockenkyrkan Nittorps kyrka ligger i socknen. 

## Administrativ historik
Socknen har medeltida ursprung. 
Vid kommunreformen 1862 övergick socknens ansvar för de kyrkliga frågorna till Nittorps församling och för de borgerliga frågorna bildades Nittorps landskommun. Landskommunen uppgick 1952 i Dalstorps landskommun som 1974 uppgick i Tranemo kommun. Församlingen uppgick 2010 i Dalstorps församling.
1 januari 2016 inrättades distriktet Nittorp, med samma omfattning som församlingen hade 1999/2000.  
Socknen har tillhört län, fögderier, tingslag och domsagor enligt vad som beskrivs i artikeln Kinds härad. De indelta soldaterna tillhörde Älvsborgs regemente, Norra Kinds kompani och Västgöta regemente, Elfsborgs kompani.

## Geografi
Nittorps socken ligger nordväst om Gislaved kring Dalstorpsån/Jälmån. Socknen är en mossrik skogsbygd med viss odlingsbygd främst i ådalarna.

## Fornlämningar
Från bronsåldern finns gravrösen. Från järnåldern finns nio gravfält. En runsten har påträffats.

## Namnet
Namnet skrevs 1413 Nitthorpe och kommer från den tidigare kyrkbyn. Efterleden är torp, 'nybygge'. Förleden kan innehålla ett ånamn, Nit(t)- innehållande hnita/nita,' stöta, slå; glida, skjuta fram'.